# アルシノエー
アルシノエー（古希: Ἀρσινόη, Arsinoē）は、ギリシア神話の女性である。長音を省略してアルシノエとも表記される。主に、
- ドードーニデスの1人
- ミニュアデスの1人
- レウキッポスの娘
- ペーゲウスの娘
- オレステースの乳母
- ニーコクレオーンの娘

が知られている。以下に説明する。

## ドードーニデスの1人

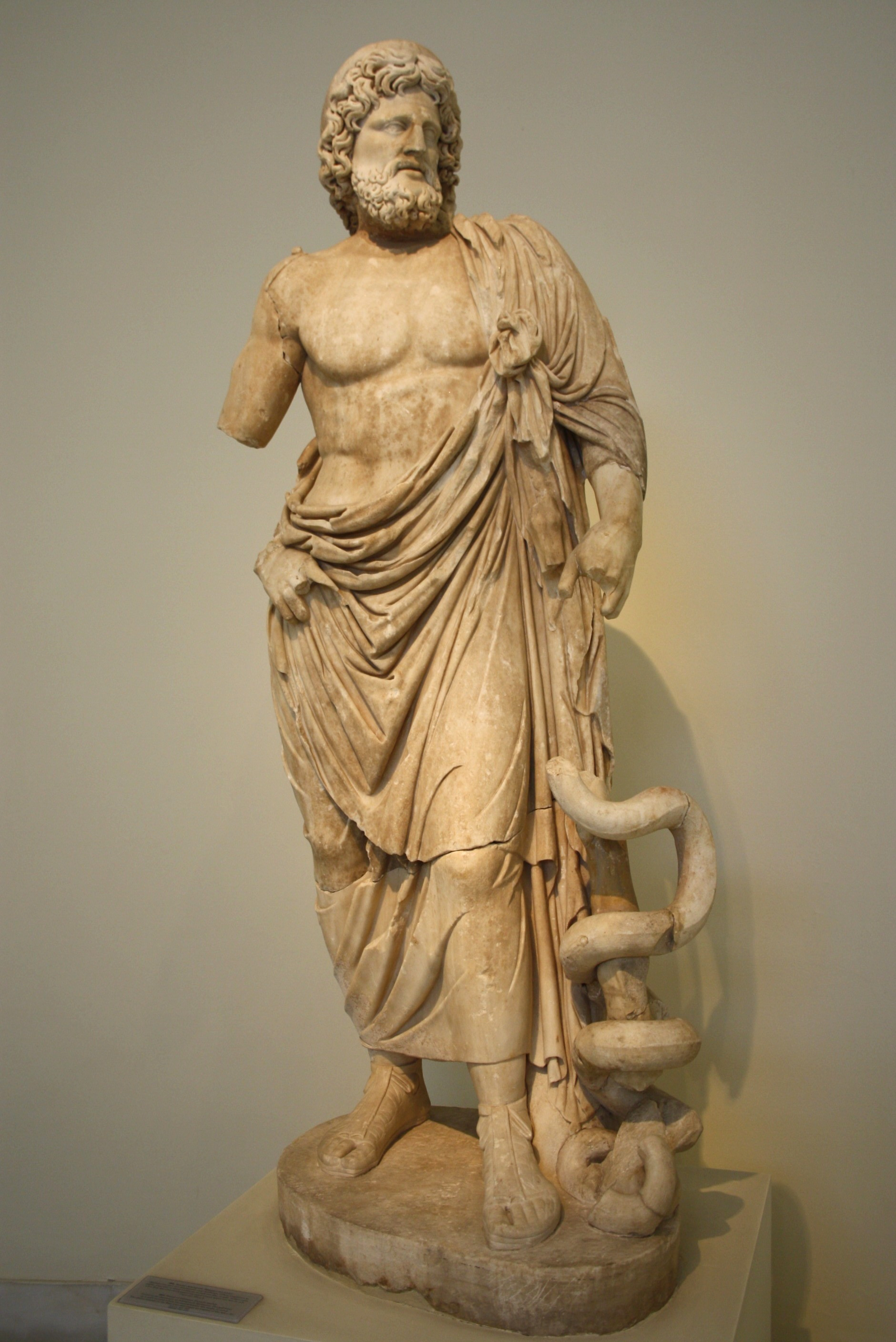
医術の神アスクレーピオスの像。一説によると、アスクレーピオスはレウキッポスの娘アルシノエーの子とされる。アテネ国立考古学博物館所蔵。

このアルシノエーは、ドードーニデスと呼ばれるニュンペーの1人。アムブロシエー、プロミエー、キッセーイスとともに、ディオニューソス神の乳母を務めたのち、天に上げられてヒュアデスになったとされる。

## ミニュアデスの1人
このアルシノエーは、プルータルコスによるとオルコメノスの王ミニュアースの娘たち（ミニュアデス）の1人で、レウキッペー、アルカトエーと姉妹。彼女たちは狂気に憑りつかれて籤を引き、当りを引いたレウキッペーの息子ヒッパソスを引き裂いて殺した。

## レウキッポスの娘
このアルシノエーは、メッセニア地方の王レウキッポスの娘で、ヒーラエイラ、ポイベーと姉妹。アポローン神との間に医術の神アスクレーピオス、エリオーピスを生んだ。しかし通常はアスクレーピオスの母となった女性はプレギュアースの娘コローニスといわれている。
パウサニアースはアスクレーピオスの誕生について3つの説を挙げているが、その中でアルシノエーを母とする説を3番目に挙げ、最も信憑性に欠けると述べている。その根拠として、アルカディアー地方のアポロパネースという人物がデルポイの神託にアルシノエー説の真偽を尋ねたところ「アスクレーピオスはアポローンとコローニスの子であり、神が生まれたのは（メッセニアではなく）エピダウロスの堅い大地の上である」との返答があったという逸話を挙げている。またアルシノエー説が生まれた理由については、ヘーシオドスかあるいは別の詩人が、メッセニア人に気に入られようとして創作したのではないかと述べている。少なくともメッセニア地方ではアルシノエー説がまことしやかに語られていたらしく、パウサニアースは彼らがトロイア戦争に参加したアスクレーピオスの子マカーオーンの故郷トリッカと同じ地名がメッセニア地方にあることや、『イーリアス』の中で老将ネストールがマカーオーンに対して親切であったことを根拠として挙げていたと述べている。
メッセニア地方の都市メッセーネーのアゴラには、アルシノエーの名前にちなんだ泉があった。またメッセーネー市内にあるメッセーネー（トリオパスの娘）を祀った神殿には、同地方の神話的人物を描いた画家オムパリオーンの図像があり、アルシノエーもその中に父や姉妹たち、アスクレーピオスとともに描かれていた。
一方、メッセニア地方に近いラコーニア地方西海岸の都市レウクトラでも、アスクレーピオスの母はアルシノエーであると信じられていた。さらにスパルタ市内のアペタオス通りにある、ヘレーニオンと呼ばれる場所の近くには、アルシノエーの神域があった。

## ペーゲウスの娘
このアルシノエーは、アルカディアー地方の都市プソーピスの王ペーゲウスの娘。アルペシボイアとも呼ばれる。プロノオス、アゲーノール、あるいはテーメノス、アクシオーンと兄弟。エピゴノイの1人アルクマイオーンと結婚し、クリュティオスを生んだ。
アルクマイオーンは母殺しの罪のためにエリーニュスに追われたが、プソーピスにやって来てペーゲウス王に罪を浄められ、アルシノエーと結婚した。その後、アルクマイオーンが原因でプソーピスから実りが失われたため、アルクマイオーンはアケローオス川に赴き、その河神アケローオスによって改めて浄められ、アケローオスの娘カリロエーと結婚した。しかしカリロエーにハルモニアーの首飾りとペプロスをねだられたため、ペーゲウスのところに行き、神に捧げるためと称して持ち去ろうとしたが、嘘が発覚し、ペーゲウスの息子たちに殺された。夫の死を知ったアルシノエーが兄弟を責めると、アルシノエーは箱に入れられてテゲアに運ばれ、アルクマイオーンの殺害者としてアガペーノール王に奴隷として与えられた。子供のクリュティオスは母の兄弟が父を殺したことを知ると、故郷を捨ててエーリス地方に移住した。彼女には名前の伝わらない娘がいて、ペーゲウスに殺されたとの伝承もある。

## オレステースの乳母
このアルシノエーは、オレステースの乳母である。オレステースの母クリュタイムネーストラーがアガメムノーンとカッサンドラーを殺したとき、オレステースに対する母の策略から救い出した。小惑星帯に存在する小惑星アルシノエは、オレステースの乳母のアルシノエーにちなんで名付けられた。

## ニーコクレオーンの娘
このアルシノエーは、キュプロス島の都市サラミースの王ニーコクレオーンの娘である。トロイア戦争のギリシア側の英雄テウクロスの子孫とされる。アルシノエーは大変な美人であったが傲慢な心の持ち主だった。フェニキア人のアルケオポーンから熱烈に求婚されたが、彼女の父は身分違いであるとして結婚を許さなかった。しかしアルケオポーンがあまりに熱心であるため、アルシノエーの乳母が2人の仲を取り持とうとすると、アルシノエーはそのことを父に告げた。するとニーコクレオーンは乳母に残虐な仕打ちをして追い出した。やがてアルケオポーンは恋の強い情熱ゆえに深い不安に陥り、食べ物を断って餓死した。人々がアルケオポーンを火葬すると、アルシノエーはその光景を見たいという欲望を抑えられず、館の中から火葬の様子を眺めたが、アプロディーテーはそれを嫌悪して彼女を石に変えた。なお、この物語はヘルメーシアナクスの現存しない作品『レオンティオン』で語られていたという。